# 115
| [ Edytuj tabelę ] |                                            |
| Cesarz Chin       | - 106 Han Andi 125                         |
| Władca Korei      | - 53 T’aejodae 146                         |
| Papież            | - 109 Aleksander I 116                     |
| Król Partów       | - 105 Wologazes III 147 - 109 Osroes I 129 |
| Cesarz Rzymu      | - 98 Trajan 117                            |

Rok 115 / CXV
stulecia: I wiek ~
II wiek ~
III wiek

lata: 105 «
110 «
111 «
112 «
113 «
114 «
115
» 116
» 117
» 118
» 119
» 120
» 125

## Wydarzenia
- 13 grudnia – Antiochia została zniszczona przez trzęsienie ziemi, w wyniku którego omal nie zginął cesarz Trajan.
- Wojska rzymskie zajęły Seleucję nad Tygrysem i Ktezyfont. Po raz pierwszy i jedyny w dziejach legiony rzymskie mogły się kąpać w wodach Zatoki Perskiej. Cała Mezopotamia stała się prowincją rzymską.
- Wybuch powstania Żydów w Cyrenajce i na Cyprze.
- Tacyt pisał Annales (Roczniki) (data sporna lub przybliżona).

## Zmarli
- Publiusz Korneliusz Tacyt, rzymski historyk (data sporna lub przybliżona) (ur. ok. 55).
- Dion Chryzostom – filozof grecki (data sporna lub przybliżona) (ur. ok. 40).